# Cemitério de Santana
O Cemitério de Santana, também conhecido como Chora Menino, é uma necrópole localizada no distrito de Santana, na cidade de São Paulo. Fundado em 1897 conta com uma área de 38.485 m². Vale lembrar que a comunidade judaica possuía o Cemitério Israelita de Santana (Chora Menino) que foi desapropriado na década de 1970.

## Chora Menino
O nome Chora Menino tem origem no fato de que em 1897 existia um antigo chalé em ruína. Populares diziam que lá vivia uma mulher enrugada que atirava os recém-nascidos enjeitados no vale para os urubus devorá-los. Ouvia-se sempre o choro dos meninos. Achava-se que podia ser o choro de uma criança, provavelmente eram gatos no cio ou o barulho do vento em eucaliptos.
Houve uma grande epidemia de varíola na cidade em 1875, que atingiu velhos e crianças principalmente. Na zona norte, a doença se espalhou mais entre os jovens, então sepultados no cemitério, em cuja capela pais choravam a morte de seus filhos. Também houve um surto de gripe espanhola na cidade em 1918.